# Johann Heinrich Gottlieb Fricke
Johann Heinrich Gottlieb Fricke (auch Heinrich Fricke; * 11. Dezember 1763 in Braunschweig; † 14. September 1823 ebenda) war ein deutscher Mediziner, Physiker und Hochschullehrer.

## Leben
Fricke war der Sohn eines Schneidermeisters. Er besuchte zunächst das Gymnasium Martinäum und studierte ab 1784 oder 1790 Medizin und Chirurgie an der Universität Göttingen. Daneben beschäftigte er sich mit dem Studium der Naturwissenschaften. Am 3. November 1792 wurde er in Göttingen mit der Dissertation De contusionibus pectoris zum Dr. med. promoviert. Er bereiste in dieser Zeit unter anderem die Niederlande, Frankreich sowie Nord- und Südamerika.
Fricke ließ sich als praktischer Arzt in seiner Heimatstadt nieder. Daneben beschäftigte er sich mit chemisch-physikalischen Versuchen, für die er die Geräte teilweise selbst konstruierte, und hielt Privatvorlesungen. Im Jahr 1799 gründete er eine medizinische Elektrisieranstalt, in der Lähmungen, Nervenerkrankungen und Rheumatismus behandelt wurden. Durch seine medizinische Anwendung der Elektrizität wurde Herzog Karl Wilhelm Ferdinand von Braunschweig-Wolfenbüttel auf ihn aufmerksam. 1803 ernannte er ihn zum Professor am physikalisch-medizinischen Institut in Braunschweig. Unter der Herrschaft des Königreiches Westphalen wurde er 1809 Professor der Naturwissenschaften an der Braunschweiger Militärschule. Nach Ende des Königreichs erhielt er 1814 eine Professur der Chemie und 1818, nach dem Tod von August Wilhelm Knoch, zudem die der Physik am Collegium Carolinum, aus der die heutige Technische Universität Braunschweig hervorging.
Fricke galt als sehr guter Lehrer. Unter anderem die Herzöge Karl II. von Braunschweig und Wilhelm von Braunschweig gehörten zu seinen Hörern. Zu seinen Verdiensten zählt auch die Erweiterung der physikalischen Sammlung der Hochschule. Auf sein Betreiben wurde die Sammlung der geschlossenen Universität Helmstedt in die Sammlung des Collegium Carolinum integriert. Fricke war außerdem von 1793 bis 1816 als Arzt am St. Alexii Pflege-, Zucht- und Werkhaus (Alexiushaus) tätig, wo er rund 400 Geisteskranke behandelt hatte.
Der Chirurg Johann Carl Georg Fricke war sein Sohn.

## Werke (Auswahl)
- De contusionibus pectoris. Göttingen 1792 (archive.org, hier als „Joannes Henricus Godofredus Fricke“ angegeben).
- Grundlinien der Anatomie und Chirurgie, für angehende Wundärzte. 2 Bände, Schröder, Braunschweig 1794–1796.
  - Band 2 erschien auch unter dem Titel: Entwurf eines practischen Handbuchs für angehende Wundärzte.
- Ueber die Furcht vor Gewittern. Braunschweig 1800.
- Ueber die Nutzlosigkeit der Spitzen und Auffangungsstangen an Blitzableitern. Braunschweig 1803.
- C. P. Funke’s Handbuch der Physik für Schullehrer und Freunde dieser Wissenschaft. 2 Bände, Schulbuchhandlung, Braunschweig 1804–1806 (völlig umgearbeitete Neuauflage; urn:nbn:de:gbv:084-2022012411110, urn:nbn:de:gbv:084-2022012411447).
- Unsere Irrenanstalt. In: Braunschweigisches Magazin der Braunschweigischen Anzeigen. Band 29, 5.–7. Stück, Braunschweig 3./10./17. Februar 1816 (doi:10.24355/dbbs.084-200911301536-0), Sp. 65–74, 80–95, 97–106 (leopard.tu-braunschweig.de).